# Hiske

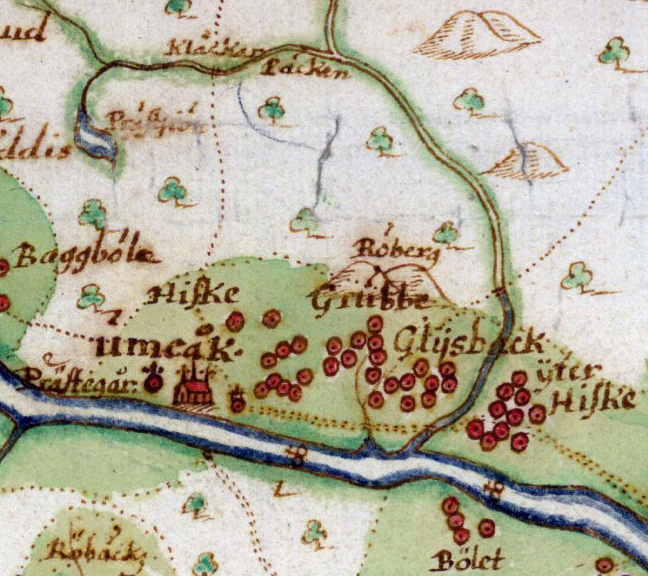
Utsnitt ur Johan Persson Geddas karta över Umeå socken från 1661. Hiske (=Västerhiske) ses här nära Umeå kyrka. I väster ligger Baggböle, i öster Grubbe, Grisbacka och Ytterhiske. De röda punkterna anger antalet skattande gårdar. Högst upp ses Klockarbäcken och Prästsjön. Symbolerna ute i älven utvisar laxfisken.

Hiske (äldre stavning Hiidske, Hisky) var en by som när den grundades låg nära Umeälvens dåvarande utlopp. Från och med 1500-talet har byn varit uppdelad i Västerhiske och Ytterhiske, idag stadsdelar i västra delen av Umeå.

## Etymologi
Namnets etymologi är oklar. Kanske användes namnet ursprungligen om den låga ö som omkring år 1000 fanns här och som då låg i Umeälvens mynning. Innebörden kan vara torr och steril grusmark. En alternativ tolkning, som dock anses vara mindre sannolik, är att Hisk(e) var det ursprungliga namnet på Tvärån.

## Historia
Pollenanalyser från Prästsjön har visat att säd började odlas i närheten omkring 700 f.Kr., alltså under bronsåldern. Odlingsförsöken avbröts emellertid några hundra år senare, och den röjda marken växte igen. Omkring 500 e.Kr. röjdes skogen på nytt och nya sädesodlingar etablerades. Detta är den äldsta daterade odling i Umeåområdet som blev varaktig. Eftersom Hiske är den äldsta kända byn i närheten är den alltså troligen också den äldsta jordbruksbyn i Umeåområdet.
Den första historiska källa som omnämner Hiske är ett tingsprotokoll från den 16 juli 1324. Bonden Jerund i Hiske beviljades då sex mark i ersättning för att hans syster Cecilia och hennes make Johannes donerat sitt hemman i Kåddis till ärkebiskopen i Uppsala. År 1543 fanns nio bönder i byn. Ungefär vid samma tid började man skilja mellan olika delar av Hiske, Västerhiske och Ytterhiske, som idag är stadsdelar i västra delen av Umeå. Ortnamnet Hissjö anses ha med Hiske att göra. Troligen betyder det "hiskarnas" fiskesjö. Under medeltiden hade Hiskeborna fäbodar i Hissjö.
I Gabriel Anreps Svenska adelns Ättar-taflor uppges att innan Umeå anlades bodde det birkarlar i Hiske och Tavle. Anrep uppger att en ättling på fädernet till dessa var Anders Sigfridsson vars släkt adlades med namnet Rålamb. Denna geneologiska härledning är dock numera starkt ifrågasatt.